# 京映アーツ
株式会社京映アーツ（きょうえいアーツ）は、映画・テレビ番組・CM・PVなどの美術を行う制作プロダクション会社である。
高津装飾美術、テレフィット、東京美工と共に、いわゆる美術制作事業会社の一つである。

## 主な事業
- 映画・TVドラマ・CM・プロモーション・スチールなどの美術制作および装飾・小道具
- 小道具レンタル、販売

## 会社の概要

### 所在地
本社
- 東京都多摩市永山6-22-8

南野倉庫
- 東京都多摩市南野3-2-30

ショートメディア事業部 SUNS DECOR
- 東京都多摩市永山6-22-8

リサイクル事業部 ザイ・リヨン
- 東京都多摩市南野3-2-30

### 役員
- 代表取締役社長：鈴村高正

## 主な作品
（凡例）【京】：京映アーツ担当、【S】：SUNS DECOR担当

### 映画

#### 2000年代
- ローレライ（2005年3月）【京】
- 埋もれ木（2005年6月）【京】
- 疾走（2005年12月）【京】
- THE 有頂天ホテル（2006年1月、フジテレビ・東宝）【S】
- 県庁の星（2006年2月）【京】
- 子ぎつねヘレン（2006年3月）【京】
- チェケラッチョ!!（2006年4月）【京】
- 小さき勇者たち〜ガメラ〜（2006年4月）【京】
- 日本沈没（2006年7月）【京】
- 笑う大天使（2006年7月）【S】
- アジアンタムブルー（2006年11月）【京】
- ただ、君を愛してる（2006年11月）【京】
- 7月24日通りのクリスマス（2006年11月）【S】
- 愛の流刑地（2007年1月）【京】
- それでもボクはやってない（2007年1月）【京】
- 魂萌え!（2007年1月）【S】
- バブルへGO!! タイムマシンはドラム式（2007年2月）【京】
- 東京タワー 〜オカンとボクと、時々、オトン〜（2007年4月）【京】
- 神童（2007年4月）【京】
- 大日本人（2007年6月）【京】
- 腑抜けども、悲しみの愛を見せろ（2007年7月）【京】
- Life 天国で君に逢えたら（2007年8月）【京】
- HERO（2007年9月）【京】
- 包帯クラブ（2007年9月）【京】
- クローズド・ノート（2007年9月）【京】
- クローズZERO（2007年10月）【京】
- ミッドナイト・イーグル（2007年11月、「ミッドナイトイーグル」パートナーズ）【京】
- KIDS（2008年2月、「KIDS」製作委員会）【京】
- チェスト!（2008年3月）【京】
- 銀幕版 スシ王子! 〜ニューヨークへ行く〜（2008年4月）【京】
- アフタースクール（2008年5月、「アフタースクール」製作委員会）
- 20世紀少年（2008年8月、日本テレビ・シネバザール・オフィスクレッシェンド・オフィスハラ）【京】
- まぼろしの邪馬台国（2008年9月、東映・オフィスハラ）【京】
- イキガミ（2008年9月、TBS・東宝・IMJエンタテインメント）【京】
- 252 生存者あり（2008年、日本テレビ・ツインズジャパン）
- 大洗にも星は降るなり（2009年）【京】

#### 2010年代
- BAND AGE（2010年）【S】
- ボーイズ・オン・ザ・ラン（2010年）【京】
- ダーリンは外国人（2010年）【S】
- てぃだかんかん（2010年）【S】
- ゼブラーマン -ゼブラシティの逆襲-（2010年、セントラル・アーツ）【S】
- 矢島美容室 THE MOVIE 〜夢をつかまネバダ〜（2010年、フジテレビ，東北新社）【京】
- パーマネント野ばら（2010年）【S】
- 座頭市 THE LAST（2010年）【京】

### テレビドラマ

#### 1990年代
連続ドラマ
- ドラマ30　しおり伝説〜スター誕生〜（1999年2月-3月、中部日本放送，C.A.L.，KHKアート）【京】
- 笑ゥせぇるすまん（1999年7月期、テレビ朝日，CUC，テレビ朝日クリエイト）【京】
- 風の行方（1999年10月期、東海テレビ，泉放送制作，KHKアート）【京】

単発・スペシャルドラマ
- 金曜ドラマシアター 居酒屋兆治（1992年7月、フジテレビ，国際放映）【京】
- 世にも奇妙な物語（第3期）「トラブル・カフェ」「人間国宝」「贈り物」（1992年9月、フジテレビ，アスプロデュース）【京】
- 月曜ドラマスペシャル 秋の特選サスペンス『東京に殺された女』（1992年10月、TBS，カノックス）
- 月曜ドラマスペシャル ヒマラヤの赤い自転車（1992年10月、TBS，ニューウェーヴ）【京】
- 土曜ワイド劇場　真夏のセレクション『誘拐された夏』（1996年8月、テレビ朝日，東宝）【京】
- 学校の怪談f（1997年7月、関西テレビ，アルタミラピクチャーズ）【京】
- 土曜ワイド劇場 法医・歯科学の女(2)網走、オホーツク海…流氷が運んだ白骨死体の謎!愛と憎しみの殺人迷路（1997年8月、テレビ朝日，大映テレビ）【京】
- 月曜ドラマスペシャル 万引きGメン・二階堂雪(1)万引きする女（1998年4月、TBS，ネクスト・プロデュース）【京】
- 土曜ワイド劇場 女医花橋澪子の事件カルテ（1998年7月、テレビ朝日，東宝）【京】
- 君の手がささやいている　第2章（1998年10月、テレビ朝日，MMJ，KHKアート）
- 月曜ドラマスペシャル 万引きGメン・二階堂雪(2)出来心（1998年4月、TBS，ネクスト・プロデュース）【京】
- テレビ朝日開局40周年記念スペシャルドラマ 兄弟（1999年3月、テレビ朝日，カズモ）【京】
- 学校の怪談　春のたたりスペシャル（1999年3月、関西テレビ，アルタミラピクチャーズ）【京】
- 土曜ワイド劇場 特急車掌永瀬はるかの事件簿（1999年5月、テレビ朝日，MMJ）【京】
- 月曜ドラマスペシャル 万引きGメン・二階堂雪(3)虚栄心（1999年6月、TBS，ネクスト・プロデュース）【京】
- 金曜エンタテイメント おだまりコンビシリーズ(1)芸能界殺しのシナリオ（1999年6月、フジテレビ，ジャパンプロデュース，KHKアート）
- 君の手がささやいている 第3章（1999年10月、テレビ朝日，MMJ，KHKアート）【京】
- 月曜ドラマスペシャル 万引きGメン・二階堂雪(4)変身願望（1999年11月、TBS，ネクスト・プロデュース）【京】

#### 2000年代
連続ドラマ
- 母の告白（2002年1月期、東海テレビ，泉放送制作，KHKアート）【京】
- 新・愛の嵐（2002年7月期、東海テレビ，泉放送制作，KHKアート）【京】
- 私立探偵 濱マイク（2002年7月期、私立探偵濱マイク プロジェクト）【京】/【S】
- マルサ!!東京国税局査察部（2003年4月期、関西テレビ，アズバーズ，テレビ朝日クリエイト）【京】
- 愛の劇場　銀座まんまんなか!（2003年12月～2004年1月、TBS，カノックス，アックス）【京】
- ブスの瞳に恋してる（2006年4月期、関西テレビ，ホリプロ，KHKアート）【京】
- 富豪刑事デラックス（2006年4月期、ABC朝日放送，テレビ朝日，東宝）【京】
- レガッタ〜君といた永遠〜（2006年7月期、ABC朝日放送，テレビ朝日，5年D組）【京】
- サンシャイン デイズ（2007年8月-12月、Sunshinedays Contents Committee）【京】
- 33分探偵（2008年8月-11月、フジテレビ，アットムービー）【京】
- サラリーマン金太郎（2008年10月期、テレビ朝日，MMJ，テレビ朝日クリエイト）【京】
- セレぶり3（2009年1月期、テレビ東京，電通，アットムービー）【京】
- 湯けむりスナイパー（2009年4月期、テレビ東京，オフィスクレッシェンド）【京】
- 名探偵の掟（2009年4月期、テレビ朝日，アズバーズ，テレビ朝日クリエイト）【京】
- ダンディ・ダディ?〜恋愛小説家・伊崎龍之介〜（2009年7月期、テレビ朝日，ホリプロ，テレビ朝日クリエイト）【京】
- 偉人の来る部屋（2009年10月期、TOKYO MX，アットムービー）【京】
- 深夜食堂（2009年10月期、MBSテレビ，アミューズ，アットムービー）【京】

単発・スペシャルドラマ
- 月曜ドラマスペシャル カードGメン・小早川茜(1)借金地獄（2000年3月、TBS，ネクスト・プロデュース）【京】
- 学校の怪談　春の呪いスペシャル（2000年3月、関西テレビ，アルタミラピクチャーズ）【京】
- 奇跡の大逆転!『罪は罪を呼ぶ』（2000年4月、TBS，ネクスト・プロデュース）【京】
- 月曜ドラマスペシャル 万引きGメン・二階堂雪(5)嫉妬（2000年7月、TBS，ネクスト・プロデュース）【京】
- 君の手がささやいている 第4章（2000年10月、テレビ朝日，MMJ，KHKアート）【京】
- 女と愛とミステリー 森村誠一サスペンス・人間の証明2001（2001年1月、テレビ東京，BSジャパン，トスカドメイン〈現：角川書店グループ〉）【京】
- 月曜ドラマスペシャル カードGメン・小早川茜(2)消せない過去（2001年1月、TBS，ネクスト・プロデュース）【京】
- 女と愛とミステリー 西村京太郎サスペンス・四つの終止符（2001年1月、テレビ東京，BSジャパン，ユニオン映画）【京】
- 女と愛とミステリー 夏樹静子サスペンス・目撃〜ある愛のはじまり〜（2001年2月、テレビ東京，BSジャパン，東宝）【京】
- 月曜ミステリー劇場 万引きGメン・二階堂雪(6)逆恨み（2001年4月、TBS，ネクスト・プロデュース）【京】
- 火曜サスペンス劇場 あのひとの髪（2001年5月、日本テレビ，FBS福岡放送）【京】
- 土曜ワイド劇場 殺人容疑者の妻!（2001年6月、テレビ朝日，ネクスト・プロデュース）【京】
- 月曜ミステリー劇場 万引きGメン・二階堂雪(7)逃亡（2001年10月、TBS，ネクスト・プロデュース）【京】
- 女と愛とミステリー 内田康夫サスペンス　和泉教授夫妻シリーズ(1)釧路湿原殺人事件（2001年10月、テレビ東京，BSジャパン，東宝）【京】
- 月曜ミステリー劇場 カードGメン・小早川茜(3)甘い罠（2001年10月、TBS，ネクスト・プロデュース）【京】
- 君の手がささやいている　最終章（2001年12月、テレビ朝日，MMJ）
- 神戸発、尾道まで（2002年1月、テレビ朝日，電通，リスプラン）【京】
- 女と愛とミステリー 西村寿行の黒い目撃者（2002年1月、テレビ東京，BSジャパン，大映テレビ）【京】
- 火曜サスペンス劇場 20周年記念作品 浅見光彦スペシャル『貴賓室の怪人』（2002年2月、日本テレビ，NTV映像センター〈現：日テレアックスオン〉）【京】
- 月曜ミステリー劇場 カードGメン・小早川茜(4)調査員は二度だまされる（2002年3月、TBS，ネクスト・プロデュース）【京】
- 月曜ミステリー劇場 万引きGメン・二階堂雪(8)絆（2002年4月、TBS，ネクスト・プロデュース）【京】
- 黄昏流星群「星のレストラン」（2002年4月、弘兼憲史シネマ劇場制作委員会）【京】
- 海猿（2002年7月、NHK，NHKエンタープライズ21，大映テレビ）【京】
- 月曜ミステリー劇場 万引きGメン・二階堂雪(9)離婚願望（2002年10月、TBS，ネクスト・プロデュース）【京】
- 土曜ワイド劇場 母が復讐に燃える時（2002年11月、テレビ朝日，ネクスト・プロデュース）【京】
- 月曜ミステリー劇場 万引きGメン・二階堂雪(10)ねたみ（2002年10月、TBS，ネクスト・プロデュース）【京】
- 月曜ミステリー劇場 カードGメン・小早川茜(5)黒いデータ（2003年2月、TBS，ネクスト・プロデュース）【京】
- 女と愛とミステリー 篝警部補の事件簿(1)富士六湖殺人水脈（2003年4月、テレビ東京，BSジャパン，東京映画新社〈現：IMAGICAディーシー21〉）
- 月曜ミステリー劇場 カードGメン・小早川茜(6)特命（2003年6月、TBS，ネクスト・プロデュース）【京】
- TIME LIMIT（2003年6月、TBS，Joker）【京】
- ダムド・ファイル　another episode「あのトンネル」（2003年10月、メ〜テレ，ランブルフィッシュ）【京】
- 俺たちの旅 30年SP 三十年目の運命（2003年12月、日本テレビ，ユニオン映画・ノアズ）【京】
- 火曜サスペンス劇場　十七年目の秘密（2004年9月、日本テレビ，ユニオン映画）【京】
- テレビ朝日開局45周年記念スペシャルドラマ　弟（2004年11月、テレビ朝日，石原プロモーション，テレビ朝日クリエイト）【京】
- 新・女検事 霞夕子「隣の関係」（2004年12月、日本テレビ・ユニオン映画）【京】
- drama W 宿命（2004年12月、WOWOW，共同テレビ）【京】
- 土曜ワイド劇場 特別企画 明智小五郎VS金田一耕助（2005年2月、テレビ朝日，国際放映，KHKアート）【京】
- 水曜プレミア 刹那に似てせつなく（2005年3月、TBS，ホリプロ，KHKアート）【京】
- 恋するおしゃれデブ（2005年4月、フジテレビ，FCC）【京】
- 土曜ワイド劇場 橘京子の調査報告書（2005年10月、ABC朝日放送，ネクスト・プロデュース）【京】
- DRAMA COMPLEX ふたつの祖国 〜東京・ソウル 愛と哀しみの絆〜（2005年11月、日本テレビ，ユニオン映画）【京】
- 金曜エンタテイメント 無医村に花は微笑む（2006年1月、フジテレビ，東宝）【京】
- 愛と死をみつめて（2006年3月、テレビ朝日，シネハウス，テレビ朝日クリエイト）【京】
- 東京少女「東京変身少女」（2006年3月、TBS，BS-i〈現：BS-TBS〉，コムテック）【京】
- DRAMA COMPLEX 銭華 〜銀座ホステス株バトル〜（2006年6月、日本テレビ，東宝）【京】
- ナツムシ（2006年8月、関西テレビ，コクーン）【京】
- コカ・コーラ120周年記念スペシャルドラマ カクレカラクリ（2006年9月、TBS・オフィスクレッシェンド）【京】
- 土曜ワイド劇場 30周年記念特別企画 法医学教室の事件ファイル(23)（2006年10月、テレビ朝日・国際放映・KHKアート）【京】
- 日曜洋画劇場 特別企画・ドラマスペシャル 天使の卵-エンジェルス・エッグ#天使の梯子（2006年10月、テレビ朝日・MMJ・テレビ朝日クリエイト）
- 土曜ワイド劇場 救急救命士・牧田さおり(5)緊急出動! 死者からの119番（2007年2月、テレビ朝日・東北新社）【京】
- ドラマスペシャル 復讐するは我にあり（2007年3月、テレビ東京・ユニオン映画）【京】
- 松本喜三郎一家物語 〜おじいさんの台所〜（2007年5月、フジテレビ・IMAGICAイメージワークス・テレビ朝日クリエイト）【京】
- 検事 霞夕子「豪華客船殺人クルージング」（2007年10月、日本テレビ・ユニオン映画）
- いのちのいろえんぴつ（2008年3月、テレビ朝日，5年D組）【京】
- 水曜ミステリー9 鉄道警察官・清村公三郎(5)人情列車殺人事件（2008年4月、テレビ東京・BSジャパン・サイドエー）【京】
- 金曜プレステージ 和田アキ子物語（2008年6月、フジテレビ，ホリプロ，テレビ朝日クリエイト）【京】
- めぞん一刻（2008年7月、テレビ朝日，東北新社クリエイツ）【京】
- 月曜ゴールデン 内藤大助物語 〜いじめられっ子のチャンピオンベルト〜（2008年7月、TBS，スイート・ベイジル）
- 日本テレビ開局55周年記念番組・ヒットメーカー 阿久悠物語（2008年8月、日本テレビ，オフィス・トゥー・ワン，コクーン）【京】
- テレビ朝日開局50周年記念スペシャルドラマ 氷の華（2008年9月、テレビ朝日，共同テレビ・テレビ朝日クリエイト）【京】
- ツジツマ（2008年9月、テレビ朝日）
- チチ、カエル。〜ボクとオカマの夏休み〜（2008年10月、フジテレビ，トータルメディアコミュニケーション）【京】
- 就活のムスメ（2009年3月、テレビ朝日，MMJ，テレビ朝日クリエイト）【京】
- パナソニックドラマスペシャル いのちの島（2009年11月、TBS，MMJ，テレビ朝日クリエイト）【京】
- 土曜ワイド劇場 温泉 (秘) 大作戦8（2009年12月、ABCテレビ，トレンド）【京】

#### 2010年代
連続ドラマ
- サラリーマン金太郎2（2010年1月期、テレビ朝日，MMJ，テレビ朝日クリエイト）【京】
- プロゴルファー花（2010年4月期、読売テレビ，アットムービー）【京】
- MUSICAL3（2010年4月期、TOKYO MX，アットムービー）【京】
- ハガネの女（2010年5月-7月、テレビ朝日，トータルメディアコミュニケーション，テレビ朝日クリエイト）【京】
- 宇宙犬作戦（2010年7月-12月、テレビ東京，アットムービー）【京】
- 霊能力者 小田霧響子の嘘（2010年10月期、テレビ朝日，ホリプロ，テレビ朝日クリエイト）【京】
- 検事・鬼島平八郎（2010年10月期、ABC朝日放送，テレビ朝日，THE WORKS，テレビ朝日クリエイト）【京】
- 犬を飼うということ〜スカイと我が家の180日〜（2011年4月期、テレビ朝日，ザ・ワークス，テレビ朝日クリエイト）【京】
- 電影少女〜VIDEO GIRL AI 2018〜（2018年1月期　テレビ東京、ROBOT）【京】
- 明日の君がもっと好き（2018年1月期　テレビ朝日、ジャンゴフィルム、テレビ朝日クリエイト）【京】
- ホリデイラブ（2018年1月期　テレビ朝日、MMJ、テレビ朝日クリエイト）【京】

単発・スペシャルドラマ
- 土曜ワイド劇場 温泉 (秘) 大作戦9（2010年2月、ABC朝日放送，トレンド）
- 第9回テレビ朝日21世紀新人シナリオ大賞 臨月の娘（2010年3月、テレビ朝日，泉放送制作，テレビ朝日クリエイト）【京】
- 生誕100年2週連続松本清張スペシャル 霧の旗（2010年3月、日本テレビ，松竹，ユニオン映画，テレビ朝日クリエイト）【京】
- やっとかめ探偵団（2010年6月、東海テレビ，THE WORKS，テレビ朝日クリエイト）【京】
- ヒューマンドラマスペシャル「ニセ医者と呼ばれて 〜沖縄・最後の医介輔〜」（2011年12月、読売テレビ，日テレアックスオン）
- 味いちもんめ（2011年1月、テレビ朝日，東映，ROBOT，テレビ朝日クリエイト）【京】

### PV

#### 2000年代
- 宇多田ヒカル『Keep Tryin'』【S】
- Mr.Children『箒星』【S】
- グループ魂『嫁とロック』【S】
- 町本絵里『ハルカ』【S】
- アンジェラ・アキ『サクラ色』【S】
- 倖田來未『BUT』【S】
- EXILE『SUMMER TIME LOVE』【S】
- 倖田來未『FREAKY』【S】
- AKB48『夕陽を見ているか?』【S】
- ステファニー『フレンズ』【S】
- AKB48『桜の花びらたち2008』【S】
- AKB48『大声ダイヤモンド』【S】
- 福原美穂『優しい赤』【S】
- 浜崎あゆみ『Rule』【S】
- AKB48『涙サプライズ!』【S】
- いきものがかり『じょいふる』【京】
- 嵐『マイガール』【京】